# Brunvillers-la-Motte
Brunvillers-la-Motte és un municipi francès, situat al departament de l'Oise i a la regió dels Alts de França. L'any 2007 tenia 329 habitants.

## Demografia

### Població
El 2007 la població de fet de Brunvillers-la-Motte era de 329 persones. Hi havia 116 famílies de les quals 24 eren unipersonals (8 homes vivint sols i 16 dones vivint soles), 32 parelles sense fills, 48 parelles amb fills i 12 famílies monoparentals amb fills.
La població ha evolucionat segons el següent gràfic:
Habitants censats

### Habitatges
El 2007 hi havia 137 habitatges, 122 eren l'habitatge principal de la família, 7 eren segones residències i 8 estaven desocupats. Tots els 137 habitatges eren cases. Dels 122 habitatges principals, 102 estaven ocupats pels seus propietaris, 18 estaven llogats i ocupats pels llogaters i 2 estaven cedits a títol gratuït; 5 tenien dues cambres, 18 en tenien tres, 41 en tenien quatre i 58 en tenien cinc o més. 95 habitatges disposaven pel capbaix d'una plaça de pàrquing. A 42 habitatges hi havia un automòbil i a 70 n'hi havia dos o més.

### Piràmide de població
La piràmide de població per edats i sexe el 2009 era:
| Homes | Edats   | Dones |
| ----- | ------- | ----- |
| 0     | 95 o +  | 0     |
| 0     | 90 a 94 | 0     |
| 0     | 85 a 89 | 8     |
| 0     | 80 a 84 | 4     |
| 8     | 75 a 79 | 0     |
| 0     | 70 a 74 | 4     |
| 4     | 65 a 69 | 4     |
| 4     | 60 a 64 | 4     |
| 8     | 55 a 59 | 16    |
| 0     | 50 a 54 | 8     |
| 16    | 45 a 49 | 12    |
| 24    | 40 a 44 | 12    |
| 24    | 35 a 39 | 12    |
| 4     | 30 a 34 | 8     |
| 8     | 25 a 29 | 8     |
| 16    | 20 a 24 | 8     |
| 28    | 15 a 19 | 16    |
| 44    | 10 a 14 | 16    |
| 16    | 5 a 9   | 8     |
| 0     | 0 a 4   | 0     |

## Economia
El 2007 la població en edat de treballar era de 229 persones, 178 eren actives i 51 eren inactives. De les 178 persones actives 160 estaven ocupades (91 homes i 69 dones) i 18 estaven aturades (11 homes i 7 dones). De les 51 persones inactives 18 estaven jubilades, 15 estaven estudiant i 18 estaven classificades com a «altres inactius».

### Ingressos
El 2009 a Brunvillers-la-Motte hi havia 121 unitats fiscals que integraven 329 persones, la mediana anual d'ingressos fiscals per persona era de 16.178 €.

### Activitats econòmiques
Dels 2 establiments que hi havia el 2007, 1 era d'una empresa extractiva i 1 d'una empresa de comerç i reparació d'automòbils.
L'any 2000 a Brunvillers-la-Motte hi havia 5 explotacions agrícoles que ocupaven un total de 775 hectàrees.

## Equipaments sanitaris i escolars
El 2009 hi havia una escola elemental integrada dins d'un grup escolar amb les comunes properes formant una escola dispersa.

## Poblacions més properes
El següent diagrama mostra les poblacions més properes.